# Ottonin Ljungqvists villa
Ottonin Ljungqvists villa uppfördes som en disponentvilla på Munksjö bruks fabriksområde i Jönköping. Ottonin Ljungqvist lät på 1870-talet uppföra den som tjänstebostad för sig och sin stora familj på den nordvästra delen av fabriksområdet vid Munksjön.
Byggnaden är den äldsta byggnaden på fabriksområdet och den enda kvarvarande bostadsbebyggelsen. Den uppfördes efter ritningar av Victor von Gegerfelt. Villan uppfördes i en rikt dekorerad panelarkitektur. Taket är ett pappklätt sadeltak.
Villan byggdes till och om vid flera tillfällen under 1880- och 1890-talen, efter ritningar av bland andra Magnus Isaeus och Hugo Hörlin. Villan fick sin slutgiltiga vinkelform med utbyggd entré i den inre vinkeln samt torn och takryttare. Senare har fasaderna förenklats genom omfattande renoveringar under mitten av 1900-talet, då bland annat torn och takryttare revs. 
Brukets administrativa bebyggelse med vakt, kontor och stall, också ritade av von Gegerfelt, uppfördes huvudsakligen under 1880-talet och placerades strax väster om disponentvillan. Byggnaderna uppfördes i trä med ett formspråk som anknöt till disponentvillans schweizerstil. Den administrativa bebyggelsen kompletterades och byggdes om vid ett flertal tillfällen under 1900-talet. Bland annat byggdes då den byggnad, som senare inhyste Munksjö museum. 
Disponentvillans representationssalar på första plan är idag väl bevarade. På 1950-talet gjordes en större renovering av dessa interiörer med omfattande ommålning. 
Strax intill disponentvillan ligger en avstyckning på 4 x 4 meter, där Ottonin Ljungqvist och hans andra hustru Clara är gravsatta vid den alm som Ottonin Ljungqvist planterade 1872.
Byggnaden såldes 2007 till ett fastighetsbolag. År 2022 öppnades där restaurang Lyckta dörrar.